# Liberala Flyktingfonden
Flyktingfonden eller Liberala Flyktingfonden är en välgörenhetsfond som bildades år 2002 av Liberala Ungdomsförbundet. Fondens syfte är att hjälpa gömda flyktingar i Sverige juridiskt och ekonomiskt.
Fonden är ideell och finansieras genom privata donationer. Pengarna kan sedan sökas som bidrag av gömda flyktingar som fått avslag av migrationsverket och hotas av utvisning.